# Viktor Șklovski
Viktor Borisovici Șklovski (în rusă Виктор Борисович Шкловский; n. 12/24 ianuarie 1893, Sankt Petersburg, Imperiul Rus – d. 5 decembrie 1984, Moscova, RSFS Rusă, URSS) a fost un teoretician literar, critic, scriitor și pamfletar rus și sovietic. Este una dintre figurile majore asociate cu formalismul rus.